# Isoetes lacustris
Isoetes lacustris là một loài dương xỉ trong họ Isoetaceae. Loài này được L. mô tả khoa học đầu tiên năm 1753.

## Hình ảnh

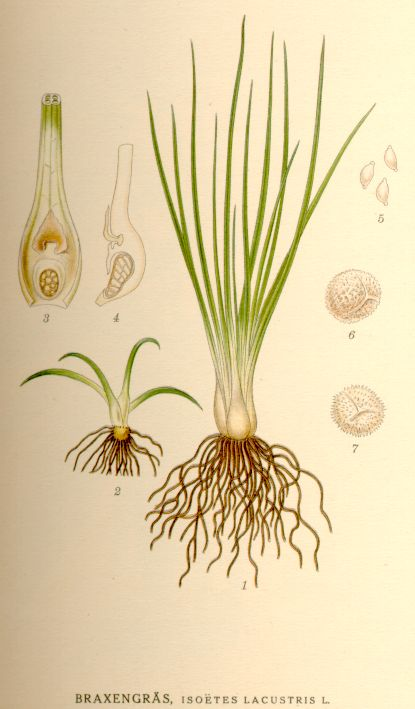
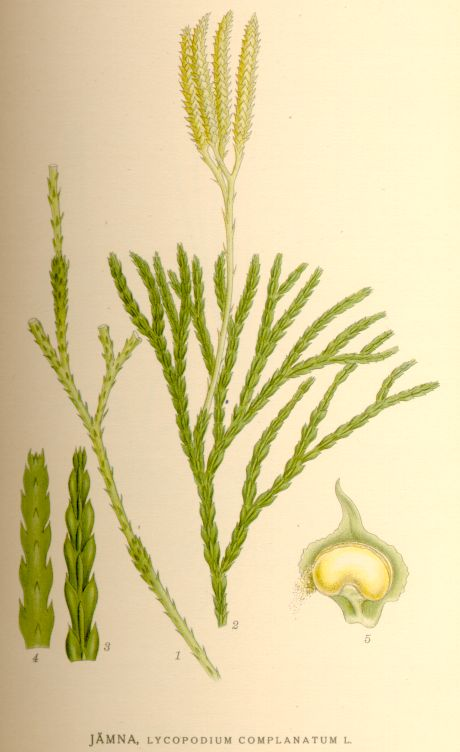
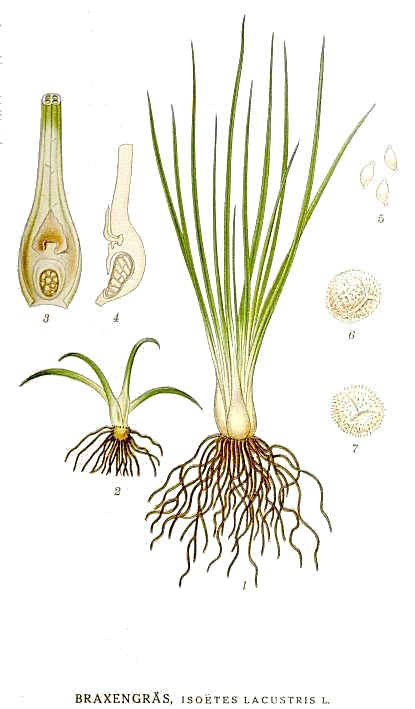
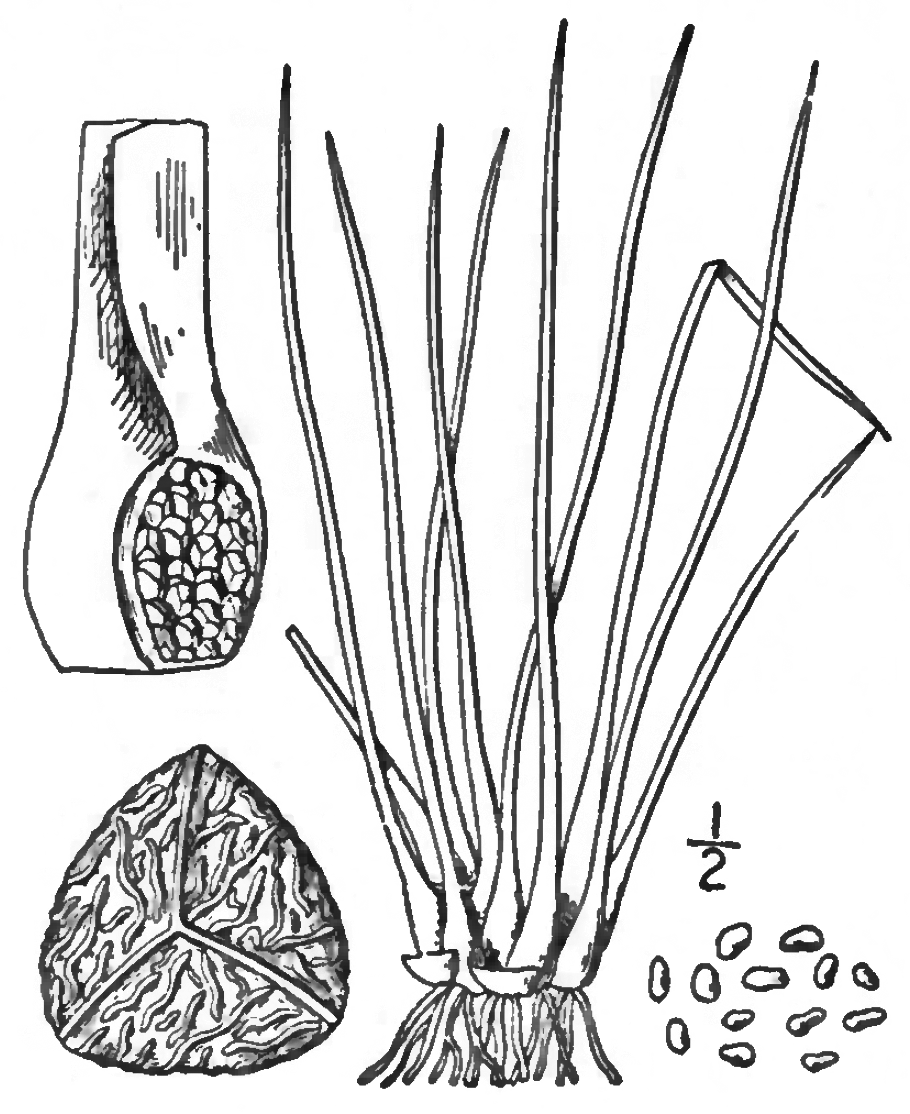